# Lepidothrix nattereri
Lepidothrix nattereri е вид птица от семейство Манакинови (Pipridae).

## Разпространение
Видът е разпространен в Боливия и Бразилия.